# Savny Phen
Savny Phen (geboren 12. Dezember 1962 in Phnom Penh) ist eine kambodschanische Diplomatin. Sie war von 2020 bis 2023 Botschafterin des Königreichs Kambodscha in Deutschland.

## Leben
Savny Phen (in Kambodscha wird zuerst der Nachname geschrieben, also hier Savny) wurde in der Hauptstadt Phnom Penh in der damaligen Volksrepublik Kampuchea geboren. Nach dem Schulabschluss studierte sie in der DDR an der Humboldt-Universität zu Berlin Germanistik. Sie schloss im Sommer 1988 mit dem Diplom ab und ging danach in ihr Heimatland zurück. Hier war Phen Savny stellvertretende Generaldirektorin für den asiatisch-pazifischen Raum im Königlichen Ministerium für auswärtige Angelegenheiten und internationale Zusammenarbeit von Kambodscha.
Von 2001 bis 2007 war Phen Savny Zweite Sekretärin in der Botschaft ihres Landes in Deutschland tätig. Anschließend erhielt sie die Berufung als stellvertretende Botschafterin (Konsulin) in Vietnam, wo sie von 2013 bis 2016 tätig war. Sie trat im Auftrag ihrer Regierung bei internationalen Konferenzen auf, auch bei Festveranstaltungen wie dem 40. Jahrestag der Gründung der Vietnamesisch-Kambodschanischen Freundschaftsgesellschaft.
Im Juni 2020 berief die Regierung sie als Botschafterin der Botschaft in Berlin. Die Akkreditierung von Savny durch den deutschen Bundespräsidenten Frank-Walter Steinmeier erfolgte am 20. August 2020 im Schloss Bellevue in Berlin. Sie löste Sopharath Touch ab. Savny Phen nahm auch die Botschaftsgeschäfte Kambodschas in Polen, Tschechien, Ungarn, der Slowakei, Kroatien und Slowenien wahr.
Zu ihren Aufgaben zur Förderung der politischen, wirtschaftlichen, wissenschaftlichen, medizinischen und touristischen Zusammenarbeit gehörten auch die Begleitung von Delegationen ihres Landes in Deutschland oder die Teilnahme an wichtigen Konferenzen und Veranstaltungen. In diesem Zusammenhang trat Phen Savny im September 2020 bei einem Botschafter-Dialog in Rheinland-Pfalz auf. Außerdem besuchte sie deutsche Unternehmen, um die Handelsbeziehungen zu intensivieren.
2023 wurde sie in diesem Amt von Thyra Chheang abgelöst.
Außer Khmer beherrscht Savny Phen die deutsche und die englische Sprache.